# Портленд (остров)
Остров Портленд (англ. Isle of Portland) — известняковый остров в 6 км (4 мили) в длину и 2,4 км (1,5 миль) в ширину, расположенный в проливе Ла-Манш. Портленд находится в 8 км (5 милях) к югу от курорта Уэймут, образуя самую южную точку графства Дорсет, Англия. Томболо, над которым проходит дорога A354, связывает его с Чесильским побережьем и материком. Портленд и Уэймут образуют район Уэймут и Портленд. Население Портленда — 13 417 человек (2021), причём большинство из них составляют мужчины (53 %). На острове стоит маяк Портленд-Мол.
Портленд — центральная часть юрского побережья, объект Всемирного наследия в Дорсете и на востоке Девонского побережья, важный для геологии и рельефа. Его название используется для одного из британских морских районов и было экспортировано в качестве имени для североамериканских и австралийских городов. На острове добывается портлендский камень, использовавшийся в британской и мировой архитектуре, в том числе при строительстве собора Святого Павла и штаб-квартиры ООН.
По имени острова получил название портландцемент (англ. Portland cement).
Гавань Портленда в бухте между Портлендом и Уэймутом является одной из крупнейших техногенных гаваней в мире. Гавань была сформирована строительством каменных молов между 1848 и 1905 годами. С самого начала это была база ВМФ, которая играла заметную роль во время Первой и Второй мировых войн; корабли британских ВМС и стран НАТО находились и проводили учения в этих водах до 1995 года. Гавань в настоящее время является гражданским портом и популярным местом отдыха, которое использовалось для Олимпийских игр 2012 года.